# Jacobus (von Schwerin)
Jacobus war Titularbischof von Constantia und von 1396 bis 1411 Weihbischof im Bistum Schwerin.

## Leben
Zu welchem Zeitpunkt Jacobus zum Titularbischof von Constantia ernannt wurde, ist nicht bekannt, wohl aber vor 1396. Nach der Bezeichnung frater und der Siegelumschrift war er Ordensangehöriger. Die Ordenszugehörigkeit bleibt unbekannt, vermutet wird aber, dass Jocobus bei den Dominikanern war, denn auch sein Nachfolger auf den Titularbischofssitz Constantia war Dominikaner. Ebenso unklar bleibt, ob die Erhebung zu bischöflicher Würde im Hinblick auf einen Einsatz im Bistum Cammin erfolgte.
Am 7. Januar 1396 erteilte Bischof Jacobus einen Ablass für die Gertrudenkapelle in Rostock. Als vicariua in pontificalibus bezeichnete er sich in dieser Urkunde.
Unter dem 17. März 1399 beurkundet jedoch frater Jacobus Ep. Constanc die durch ihn als vicarius in pontificalibus des Bischofs Rudolf III. von Schwerin geschehene Konsekration des Altars im Chor der Gertraudenkapelle in Rostock zu Ehren der Heiligen Maria Magdalena und des Heiligen Märtyrers Laurentius sowie der Heiligen Gertrud. Er verlieh Ablass für bestimmte Festtage und Anlässe und setzte die die Bedingungen für den Empfang fest. Die Erinnerungsfeier für die Kirchweih sollte jeweils am Dienstag nach Pfingsten begangen werden.
Eine weitere Erwähnung als Schweriner Weihbischof ist für 1401 bezeugt: „Daß Jacobus Episcopus Constant. Ecclesiae Sveriensis in Pontificalibus Vicarius um diese Zeit gewesen, bemerket Hr. D. Augustin Balthasar in: Histor. Nachr. von den Pommerschen und Rügischen Landgesetzen p. 106 und meldet dabey, daß gedachter Vicarius Hern. N. N. einen Indulgentz Briff in diesem Jahre ertheilet.“
Bischof Jacobus dürfte vor dem 11. Februar 1411 verstorben sein, da an diesem Tage mit Bezugnahme auf seinen Tod der Dominikaner Hinrich Grube (oder Goulen) zum Bischof von Constantia ernannt wurde.

## Siegel
Im runden Siegel des Bischofs Jacobus ist ein bärtiger Kopf mit Heiligenschein in einer gotischen Nische zu erkennen.
Die Umschrift lautet: S' FRIS IACOBI EPI CONSTNCIANES.-
Das Bild lässt eine weitere Deutung zu: Ein bärtiger Heiliger mit (Pilger)-Hut, an dem eine Muschel befestigt ist. Man könnte sich dann in dem Heiligen den Namenspatron des Siegelinhabers, den Heiligen Jakobus, denken.